# キタン塾
キタン塾は、昭和47年（1972年）創業の岐阜市を中心に展開する学習塾で、株式会社クローバーが運営している。

## 沿革
株式会社クローバー 歴代の代表取締役社長
- 初代社長　寺林　均
- 2代目社長　寺林　良
- 昭和47年（1972年） - 創業。
- 昭和57年（1982年） - 岐阜県学習塾協会に加盟。
- 昭和47年(1972年) - キタン塾創業。
- 昭和53年(1978年 - 株式会社クローバー設立。
- 昭和63年(1988年 - 岐阜高校志望者専門塾『光の泉』継承。
- 平成16年(2004年 - 幼児知能教育部門 『山の手英才教育』開設。
- 平成20年2009年 ｰ 家庭教師派遣部門 『家庭教師のキタン』開設。
- 平成23年2011年 - 現役高校生指導部門 『高等部大学受験科』開設。
- 平成24年2012年 - 珠算指導部門 『アンそろばんクラブ』開設。
- 平成24年2012年 - 教育ソフト開発部門 『Clover Systems』開設。
- 平成26年2014年 - 習字指導部門：『習字の筆っこ』開設。
- 平成27年2015年 - 英会話部門：『アニー英語教室』開設。
- 平成29年2017年 - プログラミング指導部門：『ロボ団』開設。
- 平成31年2019年 - 個別指導部門：『ガクセン個別!』開校。

## 教育理念
- 寺子屋式教育

## コース
- 本科コース - 少人数クラスで、黒板を使った一斉授業が主体だが、中学生は週１回、個別指導の時間がある。
- 光の泉コース - 岐阜高校進学志望者のためのコース。新年度開始時と夏休み終了時に、試験を経て入塾できる。
- 独歩コース - パソコンによる個別授業と黒板を使った一斉授業を組み合わせたもの。
- タブレット　オンライン学習。

## 関連事業
- 家庭教師のキタン - 岐阜市とその周辺地域を中心に家庭教師を派遣
- 山の手英才教育 - 幼児を対象とする知能教育